# Josef Trakal
Josef Trakal (1. ledna 1860 Debř – 22. března 1913 Praha) byl český právník, filozof, vysokoškolsky pedagog, publicista, poslanec Zemského sněmu, intendant Národního divadla.

## Život
V letech 1870–1878 studoval gymnázium v Mladé Boleslavi, v letech 1878–1882 studoval na univerzitě ve Vídni. Po ukončení studií se věnoval soudní praxi a dělal vychovatele ve šlechtických rodinách a právního korepetitora u Jana Harracha. Od roku 1884 působil v Praze na finanční prokuratuře. V roce 1888 byl habilitován jako soukromý docent filosofie práva. V roce 1892 byl zvolen poslancem Zemského sněmu. Byl prvním ředitelem (do roku 1904) Strakovy akademie. V roce 1910 byl jmenován mimořádným profesorem filozofie práva a mezinárodního práva na Právnické fakultě Univerzity Karlovy.
Byl odpůrcem německého centralismu a byl zastáncem autonomie českého státu. Byl autorem mnoha hesel v Ottově slovníku naučném, kam přispíval pod šifrou "Tkl", mj. byl autorem hesla „Vydávání zločinců“.
Zemřel roku 1913 v Praze-Novém Městě. Pohřben byl v rodinné hrobce na Vyšehradském hřbitově.